# 魁北克720号高速公路
魁北克720号高速公路（Autoroute 720）是一条横穿蒙特利尔市中心的高速公路。魁北克720号高速公路全长8公里。魁北克交通局把魁北克720号高速公路命名为玛丽市高速公路（法语：autoroute Ville-Marie），玛丽市是蒙特利尔的老名称。720高速公路起点为图尔古特立交桥（连接魁北克15号高速公路，魁北克20号高速公路，魁北克720号高速公路的立交桥）。当720号高速公路接近蒙特利尔市中心时便转入地下的玛丽市隧道。途中经过温莎火车站和中央车站（大都会交通局通勤火车的2个始发车站，蒙特利尔会议中心，蒙特利尔唐人街。720号高速公路的终点站是雅克·卡蒂埃桥下。1972年正式通車。

## 历史
最初计划是利用720号高速公路连接距离蒙特利尔市中心东面不远的的25号高速公路，不过后来因为种种原因便放弃该计划并只修建到蒙特利尔市中心东面。最后720号高速公路分3期建造1972年为第1期，1974年为第2期，1986年为第3期。
| 修建长度 | 修建年份 | 其他事项                                                   |
| -------- | -------- | ---------------------------------------------------------- |
| 第0到3km | 1972年   | 图尔古特（Turcot）立交桥到基街（Guy）                      |
| 第3到6km | 1974年   | 基街（Guy）到玛丽市隧道（Tunnel Ville-Marie）              |
| 第6到8km | 1986年   | 玛丽市隧道（Tunnel Ville-Marie）到维格隧道（Tunnel Viger） |